# يو إف سي 198
يو إف سي 198: ويردوم ضد ميوتيتش (بالإنجليزية: UFC 198: Werdum vs. Miocic)‏ هو حدث لفنون القتال المختلطة نظمته يو إف سي، أُقيم في 14 مايو 2016، على ملعب أرينا دي بايكسادا في كوريتيبا، البرازيل.